# Pyrrhorachis exquisitata
Pyrrhorachis exquisitata är en fjärilsart som beskrevs av Fletcher 1957. Pyrrhorachis exquisitata ingår i släktet Pyrrhorachis och familjen mätare. Inga underarter finns listade.